# Le Samouraï et le Shogun
Pour plus de détails, voir Fiche technique et Distribution.
Le Samourai et le Shogun (柳生一族の陰謀, Yagyū ichizoku no inbō) est un film japonais réalisé par Kinji Fukasaku, sorti en 1978.

## Synopsis
À la mort du second shogun Tokugawa, les rivalités apparaissent pour sa succession. Le fils aîné du shogun, Tokugawa Iemitsu, est laid, bégaie et semble manquer de charisme pour assumer cette tâche. Sa mère, aidée du chancelier Doi, semble lui préférer son frère cadet Tadanaga. Mais le maître d'armes du shogun, Yagyū Tajima, ainsi que plusieurs courtisans soutiennent Iemitsu. Chacun des deux camps parvient à convaincre son protégé de lutter pour succéder au shogun. Enfin, les courtisans de l'empereur cherchent à restaurer l'autorité de ce dernier. Les deux frères finissent donc par s'opposer dans une guerre mêlant batailles, intrigues et trahisons.

## Fiche technique
- Titre : Le Samouraï et le Shogun
- Titre original : 柳生一族の陰謀 (Yagyū ichizoku no inbō?)
- Réalisation : Kinji Fukasaku
- Scénario : Kinji Fukasaku, Tatsuo Nogami et Hirō Matsuda
- Photographie : Tōru Nakajima
- Montage : Isamu Ichida (ja)
- Décors : Norimichi Igawa
- Musique : Toshiaki Tsushima
- Sociétés de production : Tōei
- Pays d'origine :  Japon
- Langue originale : japonais
- Format : couleur - 2,35:1 - Format 35 mm - son mono
- Genres : film d'action ; film d'aventures ; film historique ; jidai-geki ; chanbara
- Durée : 130 minutes[1]
- Date de sortie :
  - Japon : 21 janvier 1978[1]

Il est édité sous le titre Shogun Samurai en coffret DVD en France en 2007 par HK Vidéo, filiale de Metropolitan Filmexport, puis en 2024 par Roboto Films.

## Distribution
- Kinnosuke Nakamura : Yagyū Tajima
- Shin'ichi Chiba : Yagyū Jūbei
- Hiroki Matsukata : Tokugawa Iemitsu, le prince aîné
- Teruhiko Saigo : Tokugawa Tadanaga, le prince cadet
- Reiko Ōhara : Okuni, la danseuse
- Yoshio Harada : Sanza Nagoya, le joueur de flûte
- Shinsuke Ashida : le chancelier Doi
- Isuzu Yamada : Oeyo, la mère des princes
- Etsuko Shihomi : Yagyū Akane, la sœur de Jūbei
- Kentaro Kudo : Yagyū Matajuro, un frère de Jūbei
- Jiro Yabuki : Yagyū Samon, un frère de Jūbei
- Hideo Murota : Sagenta Nogero, le chef du clan Negoro
- Mayumi Asano : Mon, une combattante du clan Negoro
- Hiroyuki Sanada : Hayate, un combattant du clan Negoro
- Ichirō Nakatani : Gyobu Amano, un rōnin
- Tetsurō Tanba : Ogasawara Gensinsai, le rival de Tajima
- Etsushi Takahashi : Matsudaira Izu, le chancelier d'Iemitsu
- Isao Natsuyagi : Shozaemon Bekki, un samouraï de Tadanaga
- Mikio Narita : Ayamaro Karasumasu, un noble
- Sanae Nakahara : Madame Kusaga, une servante d'Iemitsu, directrice du harem
- Toshirō Mifune : le seigneur d'Owari
- Nobuo Kaneko

## Reconstitution historique
Ce film relate une rivalité qui a bien eu lieu entre les deux fils de Tokugawa Hidetada. Le soutien de leur mère au fils cadet semble d'après les sources s'avérer exact. Pourtant, il apparaît que le shogun Hidetada n'est pas mort assassiné et a abdiqué en faveur de son fils Iemitsu. Beaucoup d'autres événements semblent s'avérer inexacts voire contradictoires avec l'histoire officielle du Japon. Néanmoins, ce film se veut, selon ses propres termes — l'incrustation finale du film, et certaines scènes du film où l'on voit les protagonistes s'évertuer à effacer les traces de leurs actes —, une illustration de ce qui a pu se passer tant l'histoire du Japon a été réécrite, les shoguns ayant cherché à effacer les documents jetant de l'ombre sur leurs règnes.

## Distinctions
Le Samouraï et le Shogun a été sélectionné pour cinq prix lors des Japan Academy Prize de 1979 sans remporter de récompense : le prix du meilleur film, le prix du meilleur scénario pour Kinji Fukasaku, Tatsuo Nogami et Hirō Matsuda, le prix du meilleur acteur pour Kinnosuke Nakamura, le prix du meilleur acteur dans un second rôle pour Shin'ichi Chiba et le prix des meilleurs décors pour Norimichi Igawa.